# Pružina
Pružina (ungarisch Barossháza – bis 1902 Pruzsina) ist eine Gemeinde in der Slowakei.

## Lage
Die Gemeinde liegt zwischen den Gebirgszügen Strážovské vrchy und Súľovské vrchy, am Ufer des Bachs Pružinka. Sie ist 17 km von der Stadt Považská Bystrica entfernt.

## Geschichte
Der Ort wurde erstmals 1272 als Prusina erwähnt, er gehörte zum Herrschaftsgut der Burg Košeca.
Um 1900 wurde der Ort zu Ehren des hier im Ort geborenen ungarischen Politikers Gábor Baross in Barossháza umbenannt.

## Bevölkerung
| Jahr                | 1994 | 2004    | 2014    | 2024    |
| ------------------- | ---- | ------- | ------- | ------- |
| Anzahl der Personen | 1948 | 1917    | 2025    | 2113    |
| Unterschied         |      | −1,59 % | +5,63 % | +4,34 % |

| Jahr                | 2023 | 2024    |
| ------------------- | ---- | ------- |
| Anzahl der Personen | 2093 | 2113    |
| Unterschied         |      | +0,95 % |

## Gliederung
Zur Gemeinde zählt neben dem Hauptort auch der östlich gelegene Ort Briestenné (1971 eingemeindet). Der nördlich gelegene Ort Ďurďové war 1975–1990 ein Teil der Gemeinde. Auch Mojtín war vor 1863 ein Teil der Gemeinde.